# Maybe baby: Un bebè molt desitjat
Maybe baby: Un bebè molt desitjat (títol original:  Maybe Baby) és una comèdia social i sentimental britànica de Ben Elton, estrenada l'any 2000. Ha estat doblada al català.

## Argument
Sam i Lucy, jove parella londinenca, ho tenen tot per ser feliços: estan enamorats, joves i tots dos amb èxit professional. Només somien amb un fill, però aquest triga a venir. Ve el temps dels dubtes i de les proves, tests d'esterilitat, visites als especialistes i temptatives de fecundació in vitro. A aquesta situació difícil, Lucy, fins aleshores fidel, comença a observar altres homes; Sam abandona la seva feina de productor a la BBC i realitza el seu somni de ser guionista de cinema. En crisi d'inspiració, es llança a l'escriptura d'un guió explicant la història real d'una parella que vol un nen sense aconseguir-ho…

## Repartiment
- Hugh Laurie: Sam Bell
- Joely Richardson: Lucy Bell
- Joanna Lumley: Sheila
- Matthew Macfadyen: Nigel
- Emma Thompson: Druscilla
- Rowan Atkinson: Dr. James
- Kelly Reilly: Nimnh
- James Purefoy: Carl Phipps
- Tom Hollander: Ewan Proclaimer
- Adrian Lester: George
- Yasmin Bannerman: Melinda
- Rachael Stirling: Joanna
- Dave Thompson: Dave l'actor
- Stephen Simms: Trevor
- John Brenner: Kit
- Lisa Palfrey: Gen
- Elizabeth Woodcock: Tilda
- John Fortuna: El acupuntor

## Crítica
"Comèdia tan trepidant com embogida"